# Neoscona ampoyae
Neoscona ampoyae là một loài nhện trong họ Araneidae.
Loài này thuộc chi Neoscona. Neoscona ampoyae được miêu tả năm 2008 bởi Alberto Barrion-Dupo.